# Manfred Bochmann
Manfred Bochmann (* 15. März 1928 in Zschorlau; † 18. November 2011) war ein deutscher Politiker und Minister für Geologie der DDR. 

## Leben
Nach Ausbildung zum Werkzeugmacher absolvierte Bochmann ein Wirtschaftsstudium und wurde hauptamtlicher SED-Funktionär. 1967 erfolgte seine Promotion zum Dr.-Ing. mit der gemeinsam mit Günther Lingott angefertigten Arbeit „Wege zur Vervollkommnung der Leitung von Arbeitskollektiven bei der komplexen Rationalisierung der Arbeitsprozesse durch die Entwicklung von Besttechnologien und deren Einführung als Typentechnologien. Untersucht am Beispiel der SDAG Wismut“. 1962 bis 1967 war er Sekretär für Wirtschaft der Gebietsleitung Wismut, danach bis 1974 Staatssekretär und bis 1989 Minister für Geologie. 1974 erhielt er den Vaterländischen Verdienstorden in Silber, 1984 in Gold, 1978 den Orden Banner der Arbeit und 1988 den Stern der Völkerfreundschaft.